# Rychlostní silnice S3 (Polsko)
Rychlostní silnice S3 je polská rychlostní silnice, která po dokončení spojí města Svinoústí na pobřeží Baltského moře, Velkopolský Hořov, Zelenou Horu a Lehnici a u českých hranic naváže na dálnici D11. V celé délce je po ní vedena mezinárodní silnice E65. Celá rychlostní silnice má být hotová v roce 2024.

## Úseky v provozu (označené jako S3)
- Obchvat Troszyna, Parłówka a Ostromic
- Miękowo - Goleniów sever
- Goleniów sever - Štětín Klucz
- Štětín Klucz - Gorzów Wielkopolski sever
- Gorzów Wielkopolski - obchvat
- Gorzów Wielkopolski jih - Międzyrzecz sever
- Międzyrzecz - obchvat
- Międzyrzecz jih - Sulechów
- Sulechów - Nowa Sól jih
- Nowa Sól jih - Polkowice jih
- Polkowice jih - Lubin sever
- Lubin sever - Lehnice jih
- Lehnice jih - Jawor
- Jawor - Bolków

## Úseky neoznačené jako silnice S3
- Międzyzdroje - obchvat
- Wolin - obchvat

## Křižovatky s jinými dálnicemi a rychlostními silnicemi
| Název křižovatky | Schéma křižovatky | Stav      | Seznam silnic, které se zde křižují |
| ---------------- | ----------------- | --------- | ----------------------------------- |
| Goleniów Północ  |                   | V provozu | S3, S6                              |
| Štětín - Kijewo  |                   | V provozu | A6/S3, S10                          |
| Štětín - Klucz   |                   | V provozu | A6, S3                              |
| Jordanowo        |                   | V provozu | A2, S3                              |
| Lehnice - jih    |                   | V provozu | A4, S3                              |
| Bolków           |                   | V plánu   | S3, S5                              |